# Рона (Салаж)
Рона (рум. Rona) насеље је у Румунији у округу Салаж у општини Жибоу. Oпштина се налази на надморској висини од 224 m.

## Становништво
Према подацима из 2002. године у насељу је живело 371 становника, од којих су сви румунске националности.